# MAVEN
MAVEN（英語: Mars Atmosphere and Volatile EvolutioN、メイヴン）は、NASAの火星探査計画及びその探査機の名称。探査機を火星に送り込み、名前の表す火星の大気とその宇宙への流出の進展について研究を行う。MAVEN計画の主要計画者はコロラド大学ボルダー校宇宙大気物理研究室のブルース・ジャコスキーである。
NASAのマーズ・スカウト計画によって立ち上げられたもので、同計画自体は2010年に中止されたが、フェニックスとMAVENの2機は終了前に開発が決定していたために継続が決められた。マーズ・スカウト計画は予算を4億8500万USドル以内に収めることを目標にしている。

## 概要
2008年9月15日、NASAはMAVENをマーズ・スカウト計画の一端として2013年のミッションに選択したと発表した。MAVENは合計10機の提案のうちの一台であり、最終選考でもう1台のライバル機に勝って選択された。
MAVENは以下の4つの事柄を主な科学的探査目標としている: 
1. 時間をかけて行われた火星大気から宇宙への流出による損失の役割の測定。
2. 上層大気、電離層と太陽風の相互作用の現在の状態の測定。
3. 現在の中性ガスとイオンの宇宙への脱出とそれに影響する過程の比率の測定。
4. 火星大気中の安定同位体比の測定[4]。

MAVENの装置類は現在の火星のメタン形態のテストモデルのための追加的な科学コンテキストを提供する。打ち上げはアトラスV401を利用し、2013年11月18日午後1時28分(アメリカ東部時間。日本時間では同19日午前3時28分)、アメリカ・フロリダ州のケープカナベラレル空軍基地41番射点から打ち上げられた。53分後にロケットから衛星は分離、打ち上げに成功した。約10ヶ月の飛行の後、2014年9月21日午後10時24分（EDT）に火星軌道に到着した。

## 機械装置
MAVENの設計は以前の火星探査機であるマーズ・リコネッサンス・オービターやマーズ・オデッセイの宇宙機を基にしている。ロッキード・マーチン・スペースシステムズが製造とテストを行う。

## 科学装置
MAVENでは上層大気の研究に加え、上層大気と太陽活動の相互活用についても研究される。このため、火星の大気ガス、上層大気、太陽風、電離層などの特徴を測定する装置を積む。
コロラド大学ボルダー校、カリフォルニア大学バークレー校、ゴダード宇宙飛行センターなどが機体に乗せる装置類を製造している。装置類は以下のようになっている。
粒子・磁場観測装置(P&F)
カリフォルニア大学バークレー校宇宙科学研究室が製造。
- 太陽風電子アナライザ (SWEA) - 太陽風と電離層の電子を測定する。
- 太陽風イオンアナライザ (SWIA) - 太陽風と磁気圏のイオン密度や速度を測定する。
- 低エネルギー・熱イオン測定装置 (STATIC) - 熱イオンから中程度エネルギーの放出されたイオンまでを測定する。
- 太陽光エネルギー粒子測定装置 (SEP) - 上層大気での太陽光エネルギー粒子の衝撃を測定する。
- ラングミュラープローブ・波測定装置 (LPW) - 電離層の特性と脱出イオンと太陽極端紫外線の大気への入射による熱加熱を測定する。
- 磁力系 (MAG) - 惑星間の太陽風や電離磁場を測定する。

リモートセンシング(RS)
コロラド大学宇宙大気物理研究室が製造。
- イメージング紫外スペクトロメータ (IUVS) - 上層大気と電離層の全球的特長を測定する。

中性ガス・イオン質量スペクトロメータ(NGIMS)
ゴダード宇宙センターが製造。
- 中性ガスとイオンの組成と同位体を測定する。